# ブライアン・ロドリゲス
ブライアン・デ・ヘスス・ロドリゲス・ギーエン（Bryan De Jesus Rodriguez Guillen、1991年7月6日 - ）は、ドミニカ共和国サン・ペドロ・デ・マコリス州サンペドロ・デ・マコリス出身のプロ野球選手（投手）。右投右打。

## 経歴

### プロ入りとパドレス傘下時代
2010年にアマチュアFAとして、サンディエゴ・パドレスと契約。同年はドミニカン・サマーリーグのドミニカン・サマーリーグ・パドレスでの出場で、4勝1敗、防御率3.14を記録した。
2011年はプロとしての出場は無かった。
2012年はアリゾナリーグ・パドレス（アリゾナリーグ）、ユージーン・エメラルズ（ノースウェストリーグ）で出場している。
2013年はフォートウェイン・ティンキャップス（ミッドウェストリーグ）、2014年はレイクエルシノア・ストーム（カリフォルニアリーグ）で出場した。同年冬はリーガ・デ・ベイスボル・プロフェシオナル・デ・ラ・レプブリカ・ドミニカーナのヒガンテス・デル・シバオに参加している。
2015年は、サンアントニオ・ミッションズ（テキサスリーグ）、エルパソ・チワワズ（パシフィックコーストリーグ）で出場。自身初のAAAクラスへの昇格となるが、3試合に登板して1勝2敗、防御率9.45の成績に終わった。同年冬も前年に引き続きヒガンテス・デル・シバオに参加した。
2016年、2017年も2015年と同様にサンアントニオ・ミッションズとエル・パソ・チワワズを行き来する状態で、メジャーリーグへの昇格は無かった。

### 日本ハム時代
2017年12月8日に北海道日本ハムファイターズが獲得を発表した。推定年俸は5000万円プラス出来高払い、背番号は41。マイナーリーグの通算成績は9年間で150試合（126先発）に登板し、39勝59敗・防御率4.43。
2018年は開幕投手に指名され、埼玉西武ライオンズとの開幕戦で来日初登板初先発となったが、2回表に先制を許すと、3回表は一死二塁から6連打を打たれて降板。後を受けた井口和朋が暴投と適時打で残った走者を還し、ロドリゲスは2回1/3を9安打8失点で敗戦投手となった。翌3月31日に出場選手登録を抹消され、二軍での調整を経て、4月30日の千葉ロッテマリーンズ戦に先発したが、3回0/3を4安打5四死球4失点で敗戦投手。翌5月1日に登録抹消となり、7月7日にはリリーフとして再登録され、同日のロッテ戦で来日初のリリーフ登板。7月17日に出場選手登録を抹消され、8月28日のオリックス・バファローズ戦で約4か月ぶりの一軍先発登板となり、5回2安打2四死球2奪三振無失点の内容で来日初勝利を挙げた。翌29日に登録抹消となったが、9月8日に再登録。同日の東北楽天ゴールデンイーグルス戦でのリリーフ登板を経て、レギュラーシーズン終了まで4試合に先発登板した。この年は9試合（7先発）の登板で3勝2敗・防御率5.26という成績ながら、シーズン終盤に3勝と伸びしろを期待され、11月22日には翌シーズンの契約に合意した。推定年俸は6000万円。
2019年も開幕ローテーション入りを果たし、開幕から4先発で1勝1敗・防御率4.29を記録。5月1日の西武戦では、この年からチームが導入した新戦術「ショートスターター」の第2先発としてリリーフ登板し、3回1失点で勝利投手となった。その後もリリーフ待機が続き、5月4日のロッテ戦では来日初ホールドを記録したが、同15日に急性へんとう炎と診断されて登録抹消。都内の病院に入院し、治療に専念することとなった。5月31日の一軍復帰以降もリリーフとして起用され、6月14日の読売ジャイアンツ戦では来日初セーブを挙げた。1イニングでの起用が続いていたが、7月7日の楽天戦で3イニングを投げて以降はショートスターターの第2先発として好投を続けた。8月20日の西武戦では約4か月ぶりに先発となり、味方の悪送球から広がったピンチで逆転を許し、5回2失点（自責点1）で敗戦投手。その後も先発として試合を作りながらも、白星に恵まれない登板が続いた。この年は34試合（10先発）の登板で6勝7敗8ホールド1セーブ・防御率3.25を記録。先発では上沢直之とマルティネスが離脱し、リリーフでは新外国人のバーベイトとハンコックが機能しなかった苦しい投手事情の中、多彩な役割でチームを支えた。10月18日には翌シーズンの契約に合意した。推定年俸は7000万円プラス出来高払い。
2020年は新型コロナウイルスの影響で開幕延期となり、帰国することもできず、日本でトレーニングを続けていたが、5月の自主練習期間中に左膝の痛みを訴え、開幕直前の6月11日に左膝軟骨除去手術を受けた。リハビリに時間を要し、実戦復帰は10月13日の二軍戦。同20日に一軍復帰を果たし、シーズン終了まで一軍に帯同した。この年は手術の影響で7試合の登板にとどまり、0勝0敗3ホールド・防御率2.25という成績であった。11月16日には翌シーズンの契約に合意した。推定年俸は3500万円プラス出来高払い。
2021年は新型コロナウイルスの影響で来日が4月4日と遅れた。隔離期間と二軍での実戦登板を経て、4月21日に出場選手登録されると、セットアッパーに定着。9月下旬に10日間の二軍再調整期間がありながらも、守護神杉浦稔大の不在時は代役でクローザーを務めるなど、ブルペンを支えた。この年は47試合に登板し、0勝2敗24ホールド3セーブ・防御率2.74を記録。11月10日には翌シーズンの契約に合意した。推定年俸は9000万円プラス出来高払い。
2022年は1月29日に来日した。ただ、開幕は二軍で迎え、イースタン・リーグでも24試合の登板で防御率4.37と状態が上がらず、シーズン初昇格は7月1日。7試合の登板で0勝1敗3ホールド・防御率1.93を記録していたが、7月18日に無症状ながら新型コロナウイルス陽性判定を受け、翌19日に特例2022で出場選手登録を抹消された。8月9日に一軍復帰を果たし、この年は22試合の登板で3勝2敗8ホールド・防御率2.20を記録。11月1日には翌シーズンの契約に合意した。推定年俸は1億2000万円プラス出来高払い。
2023年はリリーフとしては自身初の開幕一軍入り。5月27日終了時点では19試合に登板し、0勝2敗9ホールド・防御率1.10を記録していたが、その後は救援失敗が目立ち、6月9日に出場選手登録を抹消された。7月25日に再登録され、ブルペンの一角を担っていたが、9月10日の西武戦でシーズン初の複数イニングを投げた。続く同19日の西武戦では3イニングの登板が予定されていたものの、4安打4失点と打ち込まれ、1イニングで降板。二軍での先発調整を経て、10月2日のオリックス戦で1466日ぶりの一軍先発登板となったが、2回2/3を3失点で敗戦投手となり、この年は37試合（1先発）の登板で1勝7敗12ホールド・防御率5.09という成績であった。12月25日には翌シーズンの契約に合意した。推定年俸は1億2000万円プラス出来高払い。
2024年は2月10日に来日し、開幕は二軍で迎えたものの、イースタン・リーグでは6試合に登板して無失点と順調な調整を見せ、4月19日に出場選手登録。交流戦開始前までに10試合に登板し、1勝1敗3ホールド・防御率2.08を記録していたが、交流戦では登板機会が無いまま、5月30日に出場選手登録を抹消され、11月15日退団することが発表された。

### メキシカンリーグ時代
2025年2月18日、メキシカンリーグのティフアナ・ブルズと契約を結んだ。7試合に登板し、0勝2敗、防御率4.76、6奪三振を記録した。5月5日にリリースされた。

## 選手としての特徴
最速157km/hのツーシームを武器に打たせて取るピッチングが持ち味。持ち球はその他にナックルカーブ・スライダー・チェンジアップがある。
クイックモーションが遅く、盗塁を許しやすいことが課題である。

## 人物
憧れの選手は、同郷の先輩であるジョニー・クエト。来日1年目のキャンプインの際は、クエトと同じドレッドヘアで入団会見に臨んだ。
来日1年目のシーズンは二軍生活が長く、家でネット動画ばかり見ていたが、斎藤佑樹に都心のブラジル料理の店に連れて行ってもらったことをきっかけに、外に出掛けるようになったという。

## 詳細情報

### 年度別投手成績
| 年 度    | 球 団    | 登 板 | 先 発 | 完 投 | 完 封 | 無 四 球 | 勝 利 | 敗 戦 | セ 丨 ブ | ホ 丨 ル ド | 勝 率 | 打 者 | 投 球 回 | 被 安 打 | 被 本 塁 打 | 与 四 球 | 敬 遠 | 与 死 球 | 奪 三 振 | 暴 投 | ボ 丨 ク | 失 点 | 自 責 点 | 防 御 率 | W H I P |
| -------- | -------- | ----- | ----- | ----- | ----- | -------- | ----- | ----- | -------- | ----------- | ----- | ----- | -------- | -------- | ----------- | -------- | ----- | -------- | -------- | ----- | -------- | ----- | -------- | -------- | ------- |
| 2018     | 日本ハム | 9     | 7     | 0     | 0     | 0        | 3     | 2     | 0        | 0           | .600  | 165   | 37.2     | 41       | 0           | 12       | 0     | 3        | 23       | 2     | 1        | 23    | 22       | 5.26     | 1.41    |
| 2019     | 日本ハム | 34    | 10    | 0     | 0     | 0        | 6     | 7     | 1        | 8           | .462  | 383   | 91.1     | 89       | 7           | 27       | 3     | 4        | 55       | 5     | 0        | 36    | 33       | 3.25     | 1.27    |
| 2020     | 日本ハム | 7     | 0     | 0     | 0     | 0        | 0     | 0     | 0        | 3           | ----  | 34    | 8.0      | 7        | 0           | 3        | 1     | 0        | 9        | 1     | 0        | 2     | 2        | 2.25     | 1.25    |
| 2021     | 日本ハム | 47    | 0     | 0     | 0     | 0        | 0     | 2     | 3        | 24          | .000  | 194   | 46.0     | 40       | 4           | 20       | 2     | 3        | 34       | 0     | 0        | 17    | 14       | 2.74     | 1.30    |
| 2022     | 日本ハム | 22    | 0     | 0     | 0     | 0        | 3     | 2     | 0        | 8           | .600  | 66    | 16.1     | 14       | 0           | 3        | 1     | 1        | 13       | 0     | 0        | 5     | 4        | 2.20     | 1.04    |
| 2023     | 日本ハム | 37    | 1     | 0     | 0     | 0        | 1     | 7     | 0        | 12          | .125  | 163   | 35.1     | 42       | 5           | 20       | 3     | 0        | 20       | 1     | 0        | 21    | 20       | 5.09     | 1.75    |
| 2024     | 日本ハム | 10    | 0     | 0     | 0     | 0        | 1     | 1     | 0        | 3           | .500  | 36    | 8.2      | 9        | 0           | 2        | 0     | 0        | 3        | 0     | 0        | 2     | 2        | 2.08     | 1.27    |
| NPB：7年 | NPB：7年 | 166   | 18    | 0     | 0     | 0        | 14    | 21    | 4        | 58          | .400  | 1041  | 243.1    | 242      | 16          | 87       | 10    | 11       | 157      | 9     | 1        | 106   | 97       | 3.59     | 1.35    |

- 2024年度シーズン終了時
- 各年度の太字はリーグ最多

### 年度別守備成績
| 年 度 | 球 団    | 投手  | 投手  | 投手  | 投手  | 投手  | 投手     |
| 年 度 | 球 団    | 試 合 | 刺 殺 | 補 殺 | 失 策 | 併 殺 | 守 備 率 |
| ----- | -------- | ----- | ----- | ----- | ----- | ----- | -------- |
| 2018  | 日本ハム | 9     | 1     | 5     | 1     | 0     | .857     |
| 2019  | 日本ハム | 34    | 3     | 15    | 1     | 0     | .947     |
| 2020  | 日本ハム | 7     | 0     | 1     | 0     | 0     | 1.000    |
| 2021  | 日本ハム | 47    | 3     | 4     | 0     | 0     | 1.000    |
| 2022  | 日本ハム | 22    | 1     | 4     | 0     | 0     | 1.000    |
| 2023  | 日本ハム | 37    | 0     | 6     | 0     | 2     | 1.000    |
| 2024  | 日本ハム | 10    | 0     | 2     | 0     | 0     | 1.000    |
| 通算  | 通算     | 166   | 8     | 37    | 2     | 0     | .957     |

- 2024年度シーズン終了時

### 記録

#### NPB
初記録
- 初登板・初先発登板：2018年3月30日、対埼玉西武ライオンズ1回戦（札幌ドーム）、2回 1/3を9安打8失点で敗戦投手[9]
- 初奪三振：2018年4月30日、対千葉ロッテマリーンズ6回戦（ZOZOマリンスタジアム）、1回裏に藤岡裕大から空振り三振
- 初勝利・初先発勝利：2018年8月28日、対オリックス・バファローズ18回戦（KIRISHIMAサンマリンスタジアム宮崎）、5回2安打無失点[18]
- 初ホールド：2019年5月4日、対千葉ロッテマリーンズ6回戦（ZOZOマリンスタジアム）、6回裏に2番手で救援登板、1回無失点[30]
- 初セーブ：2019年6月14日、対読売ジャイアンツ1回戦（札幌ドーム）、9回表に2番手で救援登板・完了、1回1失点[33]

### 背番号
- 41（2018年 - 2024年）